# Tsukubai

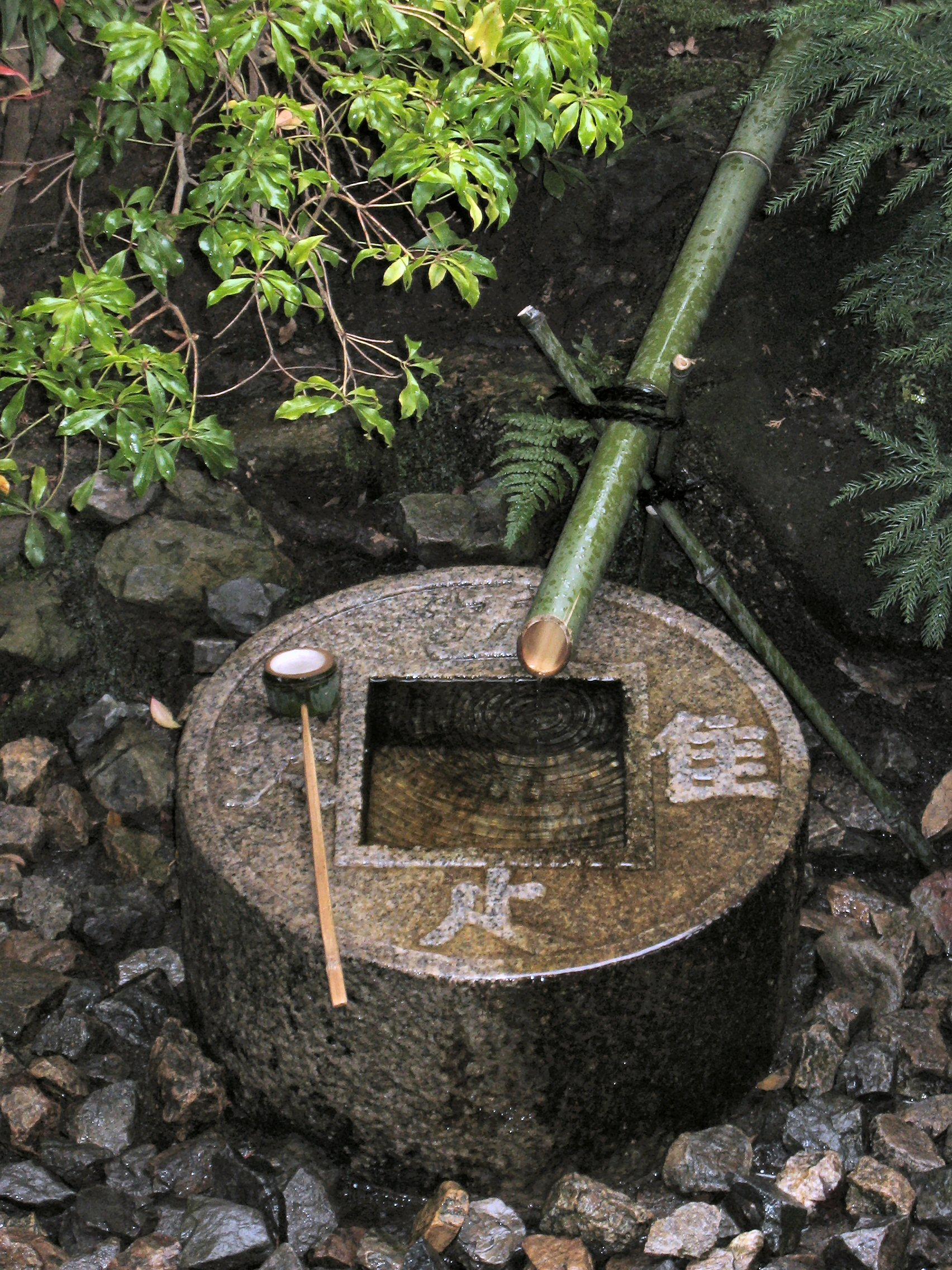
En tsukubai vid det zenbuddhistiska Ryoanji-templet i Kyoto.

Tsukubai, japanska 蹲踞, på svenska ungefär vattenskål, är ett litet kärl för rening. Det finns vid japanska buddhist-tempel så att tempelbesökaren kan rena sig före besöket i templet. Det kan dels ske av praktiska skäl, men också rituellt – för att på ett symboliskt sätt rengöra kropp och själ, genom att tvätta händerna och skölja munnen.
Denna form av rituell rening förekommer också i samband med den japanska teceremonin. 
Tsukubai är vanligtvis tillverkade i sten och är försedda med en liten vattenskopa. Vattnet tillförs via ett bamburör, som benämns kakei.
Den tsukubai som visas på fotografiet till höger är berömd för den sentens som finns inristad i stenen. Kanji-tecknen betyder ingenting var för sig, men i kombination med tecknet 口 (kuchi), som kärlet representerar blir sentensen begriplig: 吾, 唯, 足, 知. Det läses "ware tada taru (wo) shiru" och ska översatt till svenska tydas ”vad man har är allt som behövs”. En central tanke inom buddhismen.

## Bildgalleri

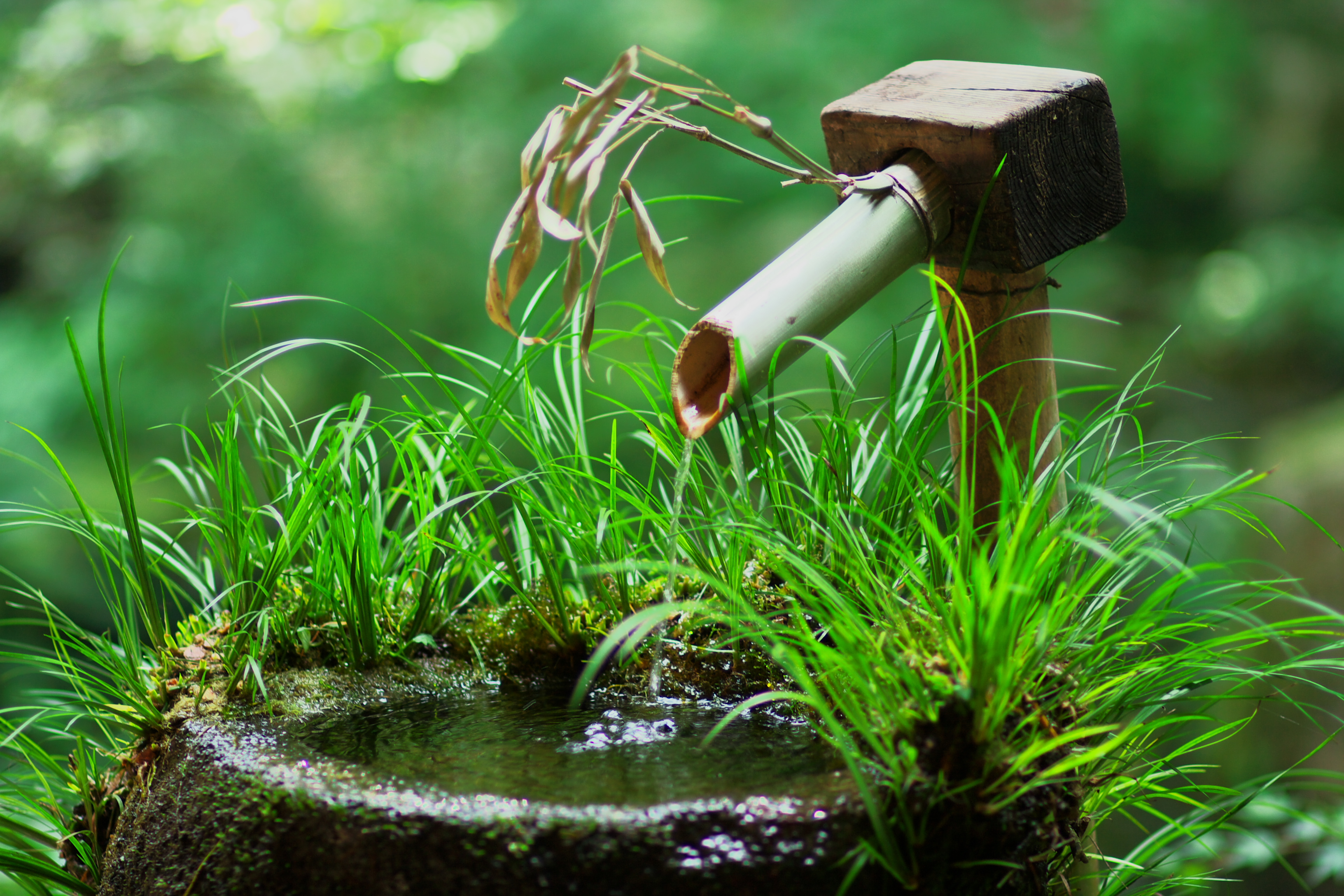
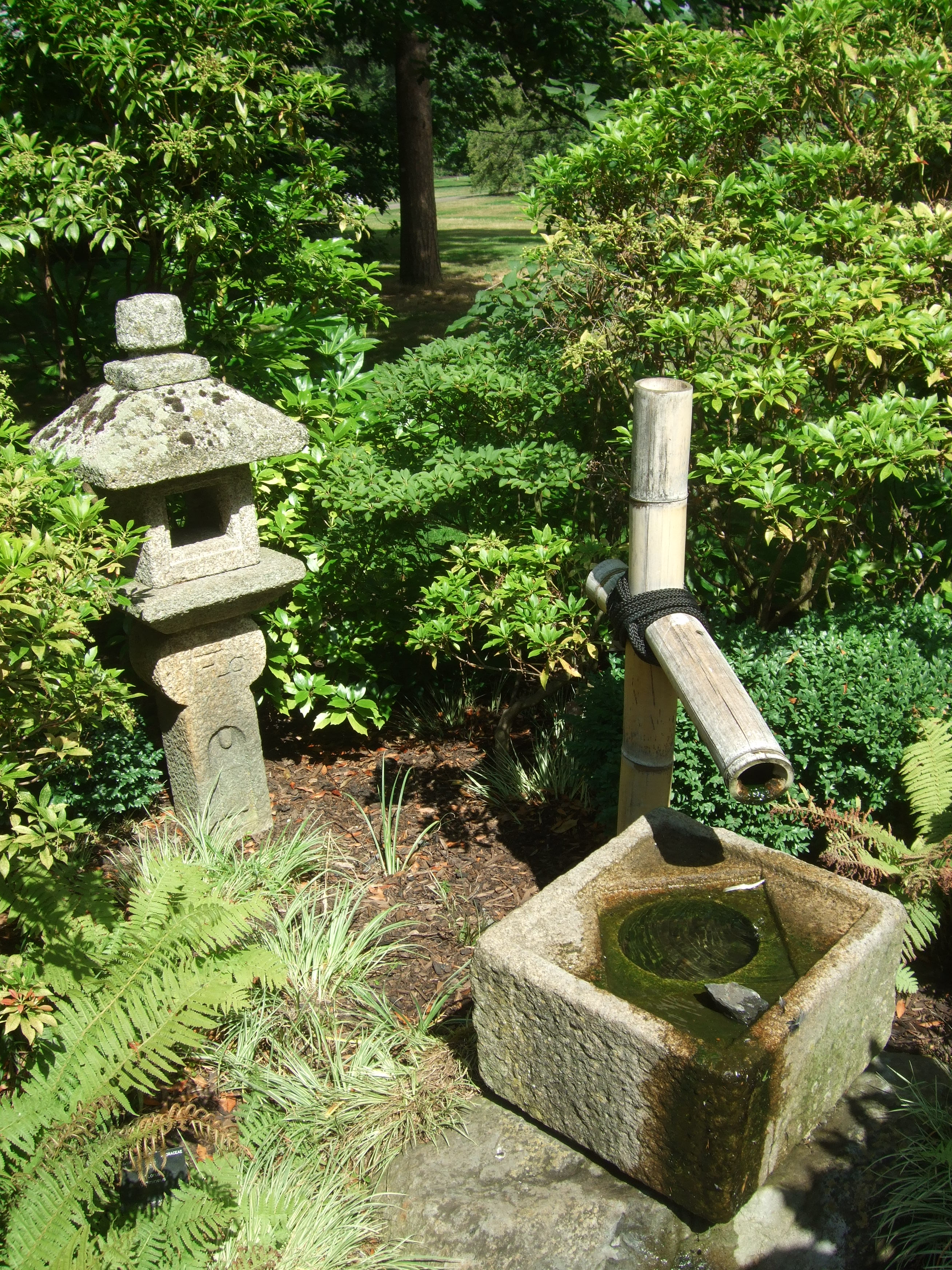
En tsukubai i Kew Gardens
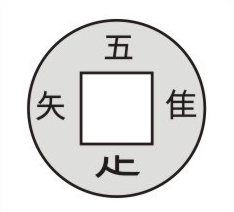
Inskription på tsubukai
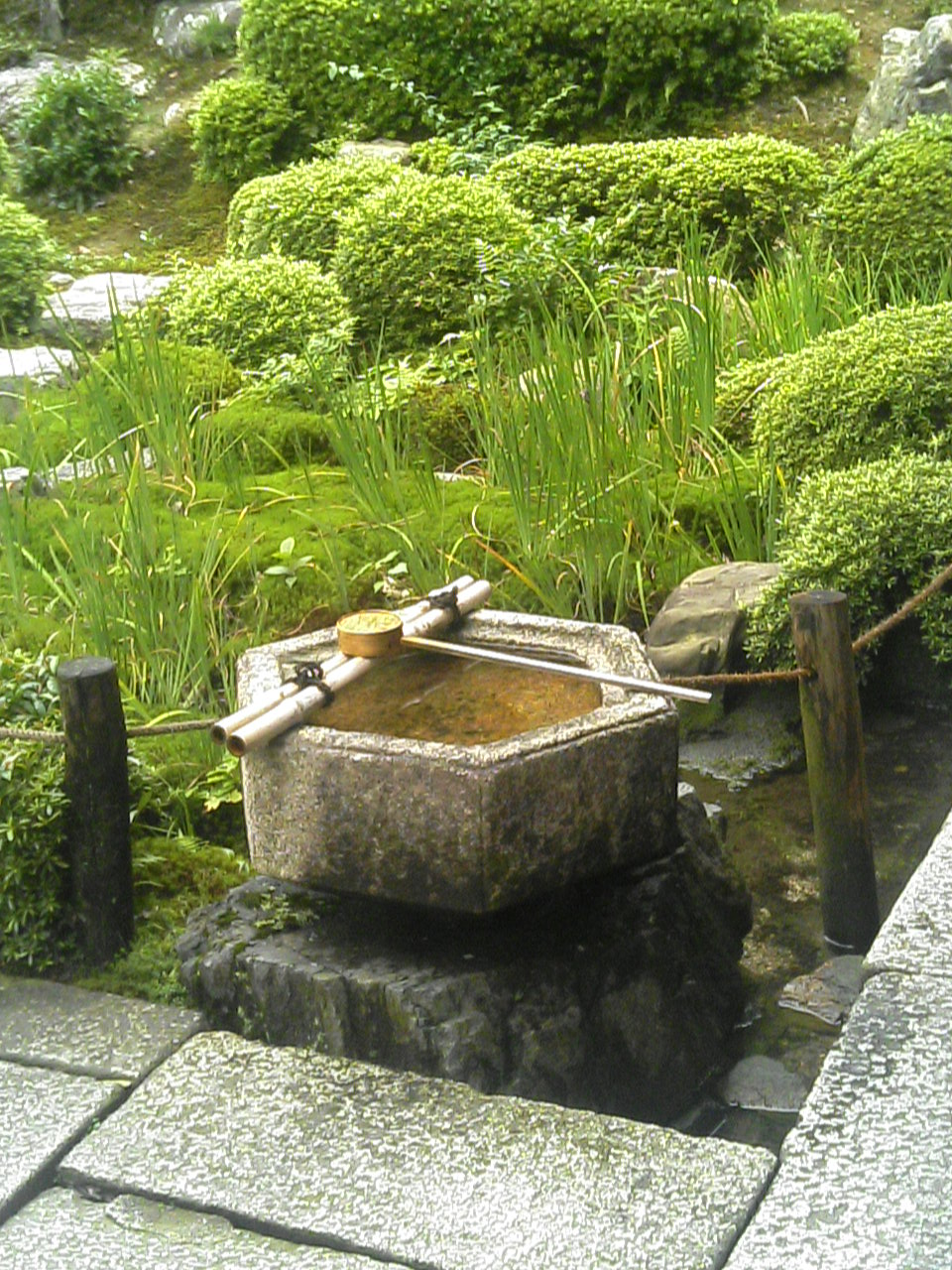